# Francesco Ogliari
Francesco Ogliari (Milano, 17 maggio 1931 – Milano, 8 marzo 2009) è stato uno storico, museologo e politico italiano.

## Biografia
È stato avvocato di Cassazione, dottore di filosofia e diritto canonico, professore di storia dei trasporti. Per venticinque anni ha presieduto il Museo nazionale della scienza e della tecnica di Milano, ed è stato presidente dell'Istituto per la Storia dell'Arte Lombarda.
Ha scritto una Storia dei trasporti in ottanta volumi e molteplici testi di storia e di altre discipline.
Ogliari è stato premiato sei volte dalla Presidenza del consiglio nel corso di premi nazionali della cultura.
La Presidenza della repubblica lo ha insignito della medaglia d'oro come Benemerito della scuola e della cultura.
Per due legislature è stato membro del Consiglio superiore della pubblica istruzione ed anche assessore alla cultura di Milano e assessore ai trasporti di Varese ricevendo la medaglia d'oro di cittadino benemerito della città di Milano e delle province di Milano e di Varese.
Nel 2001 è stato insignito del Premio nazionale Carlo Porta; è stato anche tra i candidati al Premio Nobel per la letteratura.
Francesco Ogliari è conosciuto anche per il museo dei trasporti da lui fondato nel 1954 e da lui stesso diretto.
Dopo una lunga malattia muore a Milano all'età di 78 anni. È sepolto nel cimitero di Malnate, località in cui la famiglia aveva una villa che fu la prima sede del Museo dei Trasporti.
Sebbene milanese, ha trascorso la maggior parte della sua vita a Ovada (AL), più precisamente nel comune di Silvano d'Orba